# Hrabstwo Van Buren (Michigan)

Piramida wieku hrabstwa

Hrabstwo Van Buren – hrabstwo w Stanach Zjednoczonych w stanie Michigan. Siedzibą hrabstwa jest Paw Paw.

## Miasta
- Bangor
- Gobles
- Hartford
- South Haven

## Wioski
- Bloomingdale
- Breedsville
- Decatur
- Lawrence
- Lawton
- Mattawan
- Paw Paw

## Sąsiednie hrabstwa
- Hrabstwo Allegan
- Hrabstwo Kalamazoo
- Hrabstwo St. Joseph
- Hrabstwo Cass
- Hrabstwo Berrien